# یواس‌اس ابرن (ای‌جی‌سی-۱۰)
یواس‌اس ابرن (ای‌جی‌سی-۱۰) (به انگلیسی: USS Auburn (AGC-10)) یک کشتی بود که طول آن ۴۵۹ فوت ۲ اینچ (۱۳۹٫۹۵ متر) بود. این کشتی در سال ۱۹۴۳ ساخته شد.